# Narcotics Anonymous

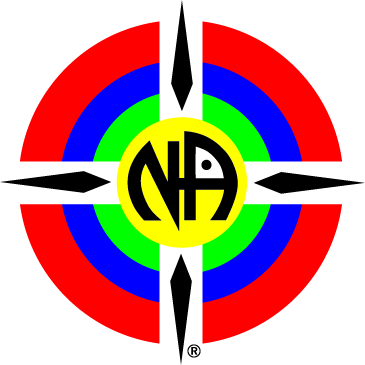

Narcotics Anonymous (Nederlands, voormalig: NA-Anonieme Verslaafden) is een twaalfstappenprogramma voor verslavingen aan middelen zoals drugs, medicijnen en alcohol.
Narcotics Anonymous is een niet-commerciële gemeenschap van mannen en vrouwen voor wie drugs een ernstig probleem waren geworden. Doel is herstel van verslaving en het vinden van een nieuwe manier van leven, gebaseerd op de 12 stappen van Anonieme Alcoholisten. Leden komen geregeld bij elkaar op meetings, wereldwijd georganiseerd door de leden zelf.